# 2 Pułk Artylerii Górskiej
2 Pułk Artylerii Górskiej (2 pag) – oddział artylerii górskiej Wojska Polskiego II RP.

## Formowanie i zmiany organizacyjne
22 marca 1921 roku został sformowany III dywizjon 1 pułku artylerii górskiej. Dywizjon ten stanowił zalążek 2 pułku artylerii górskiej w Przemyślu.
W 1922 roku 2 pag został włączony w skład 22 Dywizji Górskiej. Dwa lata później, z chwilą wejścia w życie nowej organizacji artylerii na stopie pokojowej, został podporządkowany bezpośrednio szefowi artylerii i uzbrojenia Okręgu Korpusu Nr VI.
W 1925 roku 1 pułk artylerii górskiej, z wyjątkiem 4 baterii „Śmierci”, został rozformowany. Równocześnie 2 pułk artylerii górskiej został przemianowany na 1 pułk artylerii górskiej i dyslokowany do Stryja (II dywizjon pozostał w Przemyślu). 
19 maja 1927 roku Minister Spraw Wojskowych marszałek Polski Józef Piłsudski ustalił i zatwierdził dzień 16 września, jako datę święta pułkowego. Pułk obchodził swoje święto w rocznicę bitwy pod Dytiatynem stoczonej w roku 1920 przez 4 baterię „Śmierci”.
Minister spraw wojskowych rozkazem B. Og. Org. 403 Tjn. Org. II, ogłoszonym 18 maja 1929, wydzielił 1 pułk artylerii górskiej ze składu 10 Grupy Artylerii i wcielił do 6 Grupy Artylerii.
30 marca 1931 roku Minister Spraw Wojskowych podporządkował pułk dowódcy 11 Dywizji Piechoty.
Na podstawie rozkazu Ministra Spraw Wojskowych B.O.O. 1129/tjn./org. z 1 sierpnia 1931 roku 1 pag został rozformowany, a na jego bazie zorganizowany został 1 Pułk Artylerii Motorowej.

## Organizacja pokojowa pułku
- dowództwo pułku
- I dywizjon (dowództwo dyonu i 3 baterie)
- II dywizjon (dowództwo dyonu i 3 baterie)
- kadra oddziału łączności
- kadra baterii zapasowej

## Kadra pułku
Dowódcy pułku
- kpt. inż. Kazimierz Stefczyk (p.o. od 20 X 1921[10])
- ppłk art. Rudolf Lemmé[a] (15 VIII 1922[10] – 18 I 1925[12])
- ppłk art. Leopold Połoszynowicz (p.o. I 1925[13] – VIII 1926[14])
- ppłk art. Czesław Górkiewicz (VIII 1926[14] – I 1928[15])
- ppłk art. Edward Czopór (III 1928[16] – VI 1931[17])
- ppłk art. Tadeusz Bogdanowicz (VI[17] – VIII 1931)

Zastępcy dowódcy pułku
- ppłk art. Wincenty Cybulski (do 1 XI 1922[18] )
- ppłk art. Henryk Kreiss (1 XI 1922[18] – 1923)
- ppłk Karol Janeczek (1924)
- ppłk SG Jerzy Łunkiewicz (do XI 1928[19])
- mjr / ppłk art. Józef Rymut (od I 1930[20])